# Ángel Pastrana González
Ángel Pastrana González (* 22. April 1972) ist ein früherer spanischer Biathlet und Skilangläufer.
Ángel Pastrana startet für CMGC. Er gewann 2005 mit dem Sprintrennen seinen bislang ersten und einzigen Titel bei den Spanischen Biathlon-Meisterschaften. 2006 und 2008 gewann er zudem die Bronzemedaille in Sprint und Verfolgungsrennen. International debütierte er 2002 in Obertilliach im Biathlon-Europacup und wurde 55. eines Einzels. 2005 erreichte er als 30. eines Sprints in Gurnigel erstmals die Punkteränge. Es war zugleich bis 2007 das beste Ergebnis für Pastrana in der zweithöchsten internationalen Biathlon-Rennserie.
Im Skilanglauf startete Pastrana bei den Militär-Skiweltmeisterschaften 2002 in Kranjska Gora und erreichte den 68. Platz über 15 Kilometer Freistil. Drei Jahre später wurde er in Haanja 62. Zudem nahm er 2007 und 2008 an mehreren FIS-Rennen teil.